# Casa de Érico

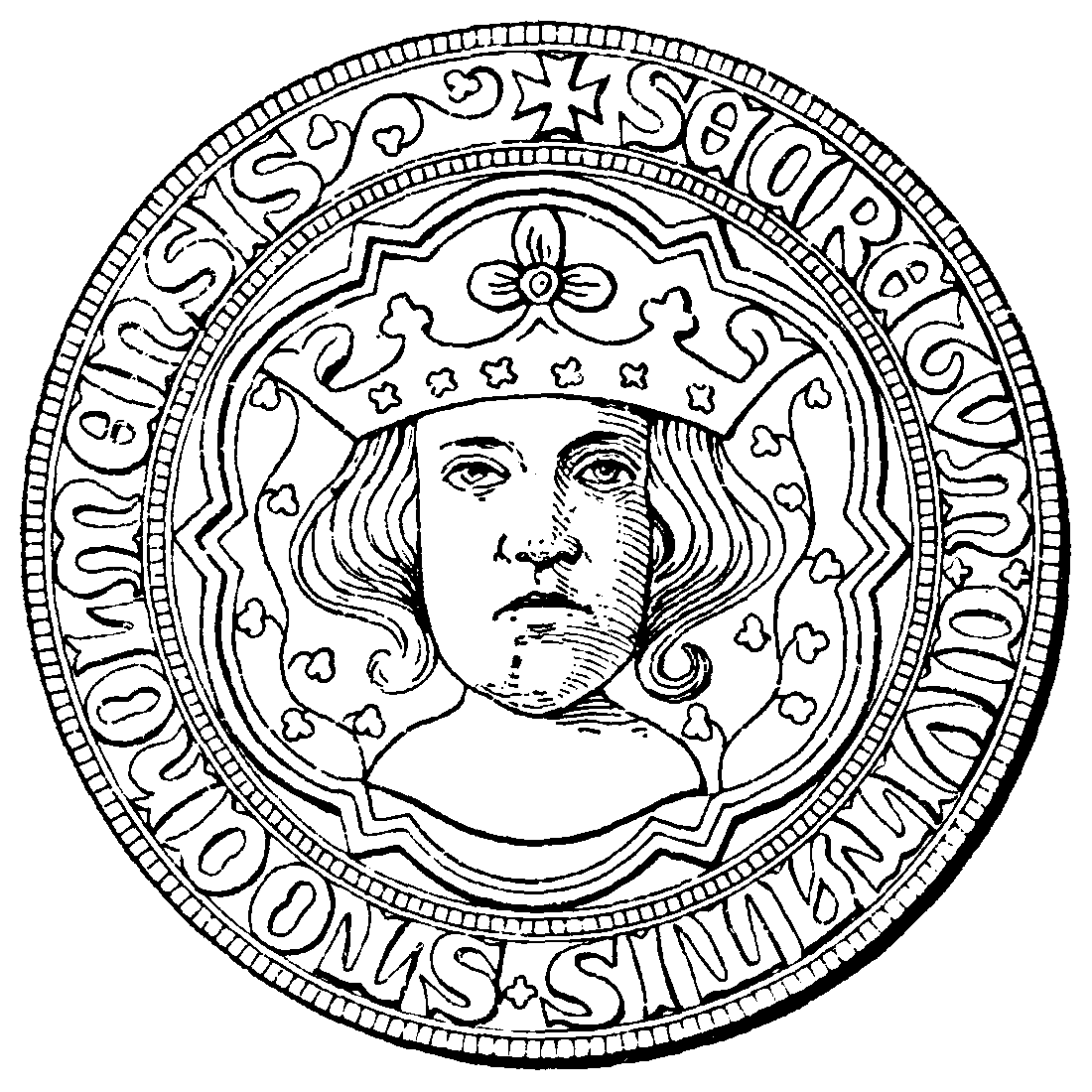
Érico IX da Suécia
- Santo Érico -
fundador da Casa de Érico

A Casa de Érico (em sueco: Erikska ätten; em latim: Ericus) foi uma das duas dinastias reais que governaram a Suécia entre 1150 e 1250. A outra dinastia rival proveio da Casa de Suérquero (Sverkerska ätten).

O primeiro rei desta dinastia foi Érico IX da Suécia (Erik den helige), e o último Érico XI (Erik Eriksson), que morreu em 1250 sem ter filhos.

A Casa de Érico tinha a sua base na Västergötland e contava com o apoio da Svealand e da Noruega, aspirando a maior independência em relação ao Papa, e a poder ela própria nomear os bispos do país. A Casa de Érico favoreceu o Convento de Varnhem, onde estão sepultados vários membros desta dinastia.

## Reis da Casa de Érico
- 1150-1160 - Érico IX (Erik den helige)
- 1167-1196 - Canuto I (Knut Eriksson)
- 1208-1216 - Érico X (Erik Knutsson)
- 1222-1229 e 1234-1250 - Érico XI (Erik Eriksson)
- 1229-1234 - Canuto II (Knut Långe)